# Houari Boumédiène
Houari Boumédiène (Guelma, 23 de agosto de 1932 — Argel, 27 de dezembro de 1978) foi um militar e presidente da Argélia de 19 de junho de 1965 a 27 de dezembro de 1978. Seu nome original era Mohamed Boukherouba, em alfabeto árabe: هواري بومدين.

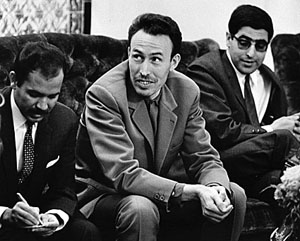
Houari Boumédiène em 1966

Foi também chefe do Estado-maior do Exército de Libertação Nacional (1960) e ministro da Defesa (1962) no governo de Ahmed Ben Bella. Tomou o poder por ocasião do golpe de estado de 1965 e governou com o Conselho da Revolução, constituído essencialmente de militares. Sua política exterior caracterizou-se pelo apoio aos movimentos de libertação nacional das colónias afro-asiáticas e pela adoção de uma política socialista, nacionalizando varias empresas, inclusive as petrolíferas que eram em sua maioria francesas.